# Stazione di Vernazza
Stazione di Vernazza vasútállomás Olaszországban, Vernazza településen.

## Vasútvonalak
Az állomást az alábbi vasútvonalak érintik:
- Pisa–La Spezia–Genova-vasútvonal

## Kapcsolódó állomások
A vasútállomáshoz az alábbi állomások vannak a legközelebb:
- Vernazza old railway station
- Stazione di Corniglia